# Chie Shinohara
Chie Shinohara (篠原千絵, Shinohara Chie, born February 15) é uma mangaka japonesa de gênero terror, tragédia, romance e shojo e cujo trabalho mais conhecido é Red River. Também é conhecida por Sora wa Akai Kawa no Hotori: Anatolia Story . Ela recebeu duas vezes o Shogakukan Manga Award por shōjo, em 1987 por Yami no Purple Eye e em 2001 por Red River .
Além de trabalhar como mangaka, ela também escreveu vários romances em prosa. Publicou uma série de light novel chamado Big Draw Daughter Hatsu, de seis volumes, assim como três romances relacionadas à sua série Red River . Todos estes trabalhos foram ilustrados pela própria Shinohara.

## Trabalho
- 1984/1987 - Yami no Purple Eyes (Olhos roxos da escuridão)
- 1984 - Houmonsha wa Mayonaka ni (Visitante da meia-noite)
- 1985 - Mokugekisha ni Sayounara (Adeus à testemunha ocular)
- 1986 - Nanika ga yami de mite iru (algo assistindo no escuro)
- 1987/1991 - Umi no Yami, Tsuki no Kage (sombra da lua em um mar escuro)
- 1988/1991 - Ryouko no Shinreijikenbo (Um registro dos eventos psíquicos de Ryoko)
- 1992 - Sanninme ga Kieta (uma terceira pessoa desaparecida)
- 1992/1994 - Ao no Fūin (selo azul)
- 1994 - ' Soshite Gokai no Suzu ga naru (Então os Cinco Sinos Tocaram)
- 1995 - Kootta Natsu no Hi (dia de verão congelado)
- 1995/2002 - Sora wa Akai Kawa no Hotori: História da Anatólia (Rio Vermelho)
- 1996 - Toubou Kyuukou (Runaway Express)
- 1997/2005/2006 - Umi ni Ochiru Tsubame
- 2003 - Akatsuki no Tatsu Lion
- 2004/2005 - Mizu ni Sumu Hana (Romance das Trevas)
- 2005 - Kioku no Ashiato (Pegada das Memórias)
- 2007 - Kiri no Mori Hotel
- 2008/2009 - Tokidamari no Hime
- 2010 - Yume no Shizuku, Kin no Torikago